# 大船渡バイパス
大船渡バイパス（おおふなとバイパス）は、国道45号のバイパス道路である。

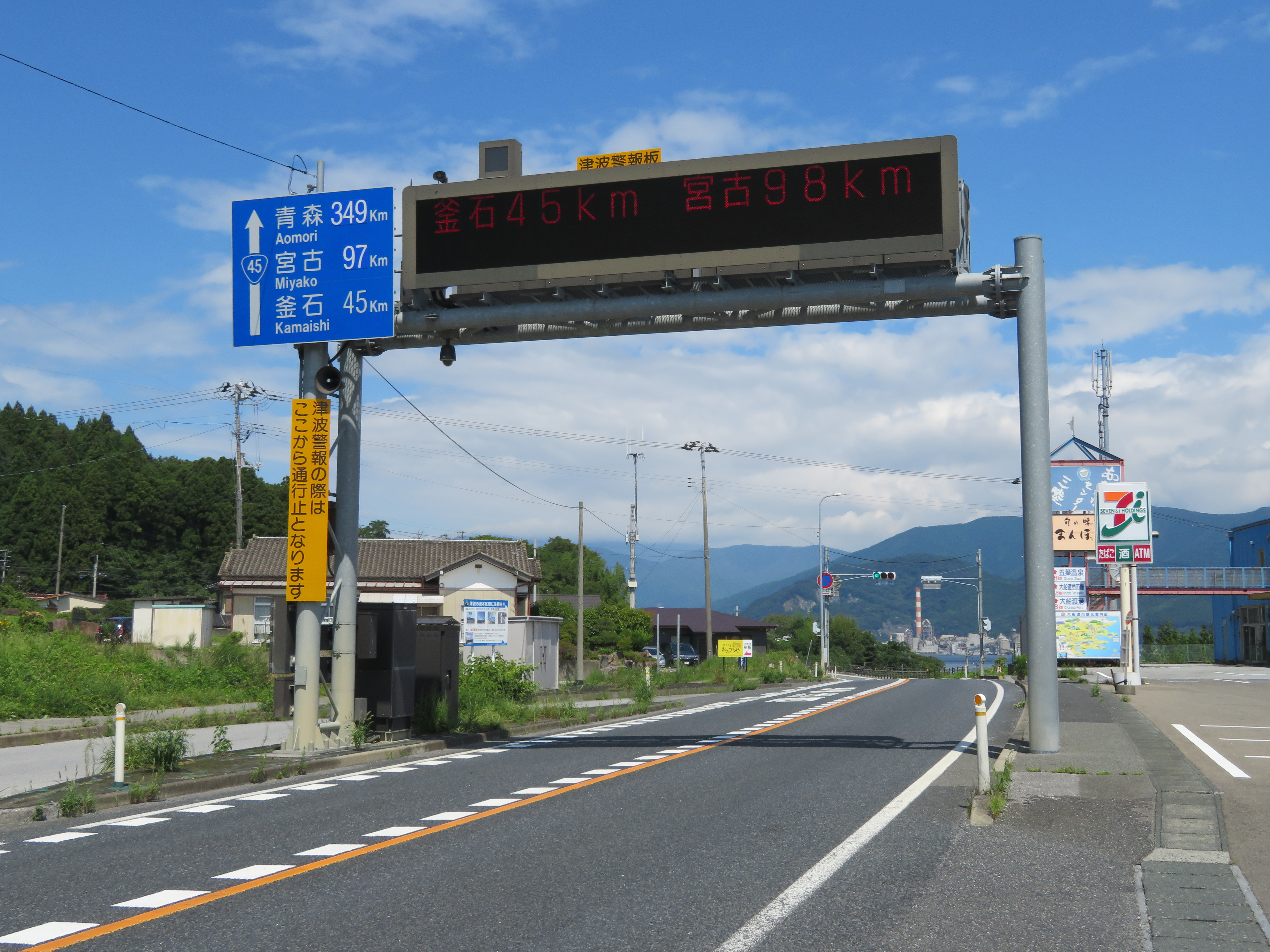
岩手県大船渡市大船渡町砂子前付近

## 概要
大船渡市街地の混雑および狭隘箇所を避ける形で建設されたバイパス。起点付近は大船渡湾南側を望むことができる。一方終点である御山下交差点は、市道大船渡病院線と市道御山下佐野線、盛バイパスと接続してあり、付近には大船渡警察署や大船渡市民文化会館・市立図書館 リアスホールが立地している。

### 路線データ
- 起点：大船渡市大船渡町字丸森（岩手県道230号丸森権現堂線（盛・大船渡市街方面）交点）
- 終点：大船渡市盛町字御山下（盛バイパス起点・御山下交差点）